# Kata Wadō-ryū
Liste des kata de karaté wado-ryu, leur signification et leur ordre d'étude conseillé :

## Katas
Les 9 kata originaux sont en gras.
1er dan
Les cinq Pinan :
- Pinan Nidan
- Pinan Shodan
- Pinan Sandan
- Pinan Yodan
- Pinan Godan

Les cinq Pinan (ordre d'apprentissage au Japon):
- Pinan Shodan
- Pinan Nidan
- Pinan Sandan
- Pinan Yodan
- Pinan Godan

Attention: Au Japon Pinan Shodan se situe en première place, mais en France, Pinan Nidan qui au Japon le deuxième Kata, a été mis en Première place puisqu'il était considéré comme plus simple que Pinan Shodan.
Les Kata supérieurs :
- Kushanku Du nom de l'expert chinois l'ayant créé.

2e dan
- Naihanchi Le cavalier de fer.
- Bassai Briser, assaillir la forteresse.

3e dan
- Seishan[2] La demi-lune ou le kata des 13 combattants.
- Chinto[2] La grue sur un rocher.

4e dan et plus
- Wanshu L'envol de l'hirondelle.
- Jion Du nom d'un temple bouddhiste situé en Chine.
- Jitte 10 mains.
- Niseishi 24 pas : le rythme est particulier, grâce à une succession de temps rapides et lents.
- Rohai Vision d'une grue ou d'un héron.

### Yakusoku Kumite
Yakusoku 約束 Kumite 組 手 est le terme utilisé pour décrire le groupe de formes de combat de karaté pré-arrangées, conçues pour équiper le karaté-ka des compétences essentielles requises pour exécuter l'une des formes de combat de Jiyu 自由 Kumite; on retrouve: 
Les Kumite Gata, les Kihon Kumite, les Ohyo Kumite: Toshunobu (Attaques sans armes) qui représentent le principe de l'école wado ryu avec ces trois types d'esquives : Noru (accompagner, aspirer comme l'eau), Nagasu (enrouler) et Inasu (déplacement, laisser passer).

### Idori, tanto dori et tachi dori
Les idori : kumite exécutés en seiza (à genoux). Bukinobu (Attaques avec armes) dont, les tantō dori: défense contre une attaque au couteau & les tachi dori ou Shinken Shirahadori: défense contre une attaque au sabre long, représentée par le bokken comme en Shintō Musō-ryū sauf qu'il n'y a pas l'utilisation du jō.

## Au sujet des kata
« Dans les budo, il a toujours été communément admis qu'il est très important d'étudier auprès de vieux maîtres dans la mesure où les personnes plus âgées n'ont pas l'énergie pour faire des mouvements inutiles. Ils réalisent des techniques avec le minimum d'énergie nécessaire. Les vieux maîtres effectuent les techniques de manière raisonnable. Il en va de même pour les kata wado-ryu. Shingo Ohgami »
« Jusqu'à la fin du XIXe siècle peu d'adeptes de karaté connaissaient plus de deux ou trois kata, et c'est en les approfondissant qu'un adepte pouvait attendre un haut niveau. De même, le support de l'art du sabre des guerriers japonais était une immense répétition de très peu de kata qui permettait d'acquérir l'essentiel de la technique du combat. C'est pourquoi l'important pour une école de budo est d'avoir un petit nombre de kata qui méritent chacun de très nombreuses répétitions. »